# Konrád Durynský
Konrád Durynský (německy Konrad von Thüringen, 1206? – 24. července 1240 v Římě) byl hrabě z Gudensbergu a velmistr řádu německých rytířů.

## Život
Narodil se jako nejmladší syn lantkraběte Heřmana Durynského a Žofie, dcery Oty Bavorského. Když roku 1227 zemřel při křížové výpravě nejstarší bratr Ludvík, stal se Jindřich Raspe poručníkem nezletilého synovce Heřmana. Konrád přijal titul hraběte z Gudensbergu a byl Jindřichovi nápomocen se správou země.
Ve třicátých letech se snažil vyřešit spor o špitál v Marburgu založený sv. Alžbětou, vdovou po Ludvíkovi a také vstoupil do řádu německých rytířů. Roku 1239 byl po Heřmanovi ze Salzy zvolen velmistrem. Zemřel o rok později při návštěvě Říma v důsledku nemoci. Po smrti byl převezen do Marburgu a pohřben v tamním kostele sv. Alžběty.